# Dicranoloma reflexum
Dicranoloma reflexum là một loài Rêu trong họ Dicranaceae. Loài này được (Müll. Hal.) Renauld mô tả khoa học đầu tiên năm 1909.